# Tetra-
Tetra-, framför vokal ofta tetr-, är ett prefix (förled) som betyder "fyra". Från grekiska τετρα- (tetra-), som är en sammanslagningsform av τέτταρες (tettares) och τέσσαρες (tessares).

## Källhänvisningar
1. ↑  Svenska Akademiens ordbok: Tetra-
2. ↑  Tetra- på engelskspråkiga Wiktionary.